# 番外社員
『番外社員』（ばんがいしゃいん）は、藤子不二雄Ⓐによる日本の連載ブラックユーモア漫画。全7話。

## 物語
夕方18時過ぎに大企業王冠商事営業3課出勤する、番外大吾郎が夜の仕事をする物語。3話以降はライバル企業との争いが主となる。

## 登場人物
番外大吾郎
表向きは王冠商事営業3課に属する社員だが裏は専務剣崎の命令で会社に関わる世間に出せない案件を処理する特殊社員。他からは剣崎の縁故と思われている為か口が出せない模様。バケットハットを何時も被っている。
剣崎
王冠商事専務。番外の直接の上司に当たる。会社の裏部分を取り仕切っている。

## エピソード一覧
| 題名    | 対象人物                                            | 仕事内容                                                                                 |
| ------- | --------------------------------------------------- | ---------------------------------------------------------------------------------------- |
| その1   | ヤクザ組長（名前不明）                              | スキャンダルの口止め料の抑制（賭け麻雀で負けを200万以下に抑える）                        |
| その2   | 大神四郎（社長子息）、香島霧子（3課OL）             | 大神四郎との手切れ（手切れ金は50万以内）                                                 |
| その3,4 | 牙山（大帝商事番外社員）                            | 牙山にゴルフ勝負で勝つ（勝った方には東南アジアの原材の権利と勝利者に1000万）             |
| その5,6 | マカオロイヤルカジノ                                | カジノ身売り額の抑制（カジノに大ダメージを与え交渉価格を下げる）                         |
| その7   | 反神四郎（システム1課課長だが大帝商事商事番外社員） | 反神の自主退職（正体を曝け出させる事は無理で組合の執行委員の為配置換えすら出来ない状況） |